# 聯合國通行證
聯合國通行證（英語：United Nations Laissez-Passer，縮寫：UNLP、LP）是联合国根据1946年通过的《联合国特权和豁免权公约》第7条所颁布的一种特殊旅行证件，仅联合国和国际劳工组织有权颁发。该通行證在国际通行上提供很多便利条件，持有人可以在非国籍所在国擁有外交豁免权及在免签证、快速通关、安检等方面享有照顾。
聯合國通行證依例只可作公務用途。该通行證通常颁发给联合国与国际劳工组织官员，除此之外，世界旅遊組織、世界衛生組織、世界銀行及禁止化學武器組織人員均可申請。
聯合國通行證分红蓝两色，红色通行證仅颁发给高层官员，其他人则使用蓝色通行證。

## 介绍
聯合國通行證是一個有效的旅行證件，它可以像一個普通的護照使用。然而，聯合國通行證持有人經常會遇到一些不熟悉規定的移民局官員，並要求他們出示出另外一個國家護照。 作為一本類似護照的文件，某些國家或地區接受它，而且無需簽證入境，而某些國家可能需要簽證才被批准入境該國。
联合国通行证分为红色和蓝色两种。多數官員持有藍色聯合國通行證（D-1級），與公務護照非常相似（但是，持有人的外交地位可能需要被授予外交簽證）的法律地位相似。紅色聯合國通行證發給特別高級官員（D-2及以上），並根據他們的職位，可能被賦予外交特權，因此紅色聯合國通行證類似於外交護照。
在通行證資料頁中具有持有人的照片，資料頁下方為含有可機讀識別碼的護照機讀區。護照持有人的出生國籍和地點不會在聯合國通行證中提及，但聯合國簽發的通行證類似於一般國家簽發的護照。
自2012年9月3日起，所有申請新的聯合國通行證都會收到聯合國駐日內瓦辦事處簽發的新版電子通行證。新版電子通行證根據國際民用航空組織（ICAO）制定的國際標準來升級防偽措施，包括使用生物芯片技術，面部識別，並嚴格採用護照標準照片。無論與聯合國合約是否到期，新版聯合國通行證簽發有效期為5年。新版聯合國通行證有效期將不能延長，也不為額外增加簽證頁。舊版聯合國通行證仍可以在有效期內使用。